# Clubiona notabilis
Clubiona notabilis este o specie de păianjeni din genul Clubiona, familia Clubionidae, descrisă de L. Koch, 1873.
Este endemică în Queensland. Conform Catalogue of Life specia Clubiona notabilis nu are subspecii cunoscute.